# Eule (Sternbild)

Das historische Sternbild Eule oder Einsiedlervogel

Die Eule (lat. noctua) ist ein historisches Sternbild des Südhimmels, das nicht zu den 88 von der Internationalen Astronomischen Union (IAU) anerkannten Sternbildern zählt. 
Die Eule liegt am Schwanzende des offiziellen Sternbildes Wasserschlange im Grenzgebiet zu den Sternbildern Waage und Zentaur, zwischen den Sternen σ Librae +3,29m im Osten und π Hydrae +3,25m im Westen. Neben den beiden erwähnten Sternen enthält die Eule nur sehr lichtschwache Sterne von maximal 5m Größenklasse. 
Der eigentliche Urheber des Sternbild Eule ist unbekannt, aber der amerikanische Astronom Elijah Burritt führte es 1835 in seinen Sternenatlas Geography of the Heavens ein. 
Bereits im Jahr 1776 führte der französische Astronom Pierre Charles Lemonnier am selben Ort des Firmament 1776 das Sternbild Einsiedlervogel (Einsiedlerdrossel) (lat. Turdus Solitarius) ein. Dieses ist ebenso wie die Eule heute obsolet.
Von Deutschland aus gesehen steht die Eule (Einsiedlervogel) im Frühling tief über dem Südhorizont.